# Liste der Kulturdenkmäler in Kasbach-Ohlenberg
In der Liste der Kulturdenkmäler in Kasbach-Ohlenberg sind alle Kulturdenkmäler der rheinland-pfälzischen Ortsgemeinde Kasbach-Ohlenberg einschließlich des Ortsteils Erl aufgeführt. Grundlage ist die Denkmalliste des Landes Rheinland-Pfalz (Stand: 9. Februar 2023).

## Einzeldenkmäler
| Bezeichnung                          | Lage                                          | Baujahr                            | Beschreibung | Bild                           |
| ------------------------------------ | --------------------------------------------- | ---------------------------------- | --- | ------------------------------ |
| Villa Kalles                         | Kasbach, In der Mark 33/35 Lage               | 1873 ff.                           | repräsentativer spätklassizistischer Putzbau, 1873 ff.; Gesamtanlage mit Park und Backstein-Nebengebäuden                                              | BW                             |
| Collenburg                           | Kasbach, In der Stehle 1 Lage                 | 17. Jahrhundert                    | Massivbau mit Treppenturm, im Kern aus dem 17. Jahrhundert                                                                                             | Fotos hochladen                |
| Wohnhaus                             | Kasbach, In der Stehle 2 Lage                 | zweite Hälfte des 18. Jahrhunderts | dreiachsiger Mansardwalmdachbau, zweite Hälfte des 18. Jahrhunderts                                                                                    | Fotos hochladen                |
| Katholische Filialkirche St. Michael | Kasbach, Kasbachtalstraße Lage                | 1905/06                            | kleiner neugotischer Saalbau, 1905/06 | weitere Bilder Fotos hochladen |
| Hofanlage                            | Kasbach, Kasbachtalstraße 9 Lage              | 18. Jahrhundert                    | Dreiseithof, 18. Jahrhundert; Fachwerkhaus, Wirtschaftsgebäude                                                                                         | Fotos hochladen                |
| Wohnhaus                             | Kasbach, Kasbachtalstraße 12 Lage             | 17. Jahrhundert                    | Fachwerkhaus, teilweise massiv, wohl aus dem 17. Jahrhundert, im 18. Jahrhundert verlängert                                                            | BW                             |
| Wohnhaus                             | Kasbach, Kasbachtalstraße 13 Lage             | 17. Jahrhundert                    | Fachwerkhaus, 17. Jahrhundert | Fotos hochladen                |
| Wohnhaus                             | Kasbach, Kasbachtalstraße 20 Lage             | 17. oder 18. Jahrhundert           | Fachwerkhaus, teilweise verputzt, 17. oder 18. Jahrhundert                                                                                             | BW                             |
| Wohnhaus                             | Kasbach, Kasbachtalstraße 38 Lage             | 1697                               | Fachwerkhaus, bezeichnet 1697, im 19. Jahrhundert verlängert                                                                                           | BW                             |
| Wohnhaus                             | Kasbach, Kasbachtalstraße 40 Lage             | 17. oder 18. Jahrhundert           | Fachwerkhaus, 17. oder 18. Jahrhundert | BW                             |
| Wohnhaus                             | Kasbach, Kasbachtalstraße 46 Lage             | 17. Jahrhundert                    | Fachwerkhaus, teilweise massiv, wohl aus dem 17. Jahrhundert                                                                                           | BW                             |
| Bahnviadukt                          | Kasbach, östlich des Ortes Lage               | 1909–12                            | 50 m lange Talbrücke mit Dreifachgewölbe aus Stahlbeton, 1909–12 als Bestandteil der Bahnstrecke von Linz nach Altenkirchen (Kasbachtalbahn) errichtet | weitere Bilder Fotos hochladen |
| Katholische Pfarrkirche St. Nikolaus | Ohlenberg, Hauptstraße Lage                   | zweite Hälfte des 13. Jahrhunderts | Chor, zweite Hälfte des 13. Jahrhunderts, Turm, 1701, zweischiffige Pseudobasilika, Tuffstein, 1903, Architekt Ludwig Becker, Mainz                    | weitere Bilder Fotos hochladen |
| Wegekreuz                            | Ohlenberg, Hauptstraße, auf dem Friedhof Lage | 1695                               | Wegekreuz, bezeichnet 1695 | Fotos hochladen                |
| Wegekapelle                          | Ohlenberg, Kapellenstraße Lage                | zweite Hälfte des 19. Jahrhunderts | Putzbau mit Dachreiter, zweite Hälfte des 19. Jahrhunderts                                                                                             | Fotos hochladen                |
| Wegekreuz                            | Ohlenberg, südwestlich des Ortes Lage         | 1696                               | Nischenkreuz, bezeichnet 1696 | Fotos hochladen                |
| Wohnhaus                             | Erl, Unter-Erler-Straße 8 Lage                | 17. oder 18. Jahrhundert           | Fachwerkhaus mit Niederlass, teilweise massiv, 17. oder 18. Jahrhundert                                                                                | BW                             |